# Station Heverlee
Station Heverlee is een spoorwegstation langs spoorlijn 139 (Leuven - Ottignies) in Heverlee, een deelgemeente van de Belgische stad Leuven.
Het station ligt aan de overweg van de Naamsesteenweg, de weg tussen Leuven en het Meerdaalwoud. Het is nu een stopplaats.
De NMBS heeft het stationsgebouw in augustus 2022 te koop gezet.

## Treindienst
| Serie  | Treinsoort          | Route                                                                                              | Bijzonderheden            |
| ------ | ------------------- | -------------------------------------------------------------------------------------------------- | ------------------------- |
| S 20   | GEN (NMBS)          | Leuven – Heverlee – Waver – Ottignies                                                              |                           |
| P 8220 | Piekuurtrein (NMBS) | [ Hamont – ] / [ Essen – Antwerpen-Centraal – ] Leuven – Heverlee                                  | Een trein op zondagavond. |
| P 8890 | Piekuurtrein (NMBS) | Poperinge – Ieper – Kortrijk – Gent-Sint-Pieters – Mechelen – Leuven – Heverlee – Sint-Joris-Weert | Een trein op zondagavond. |

## Reizigerstellingen
De grafiek en tabel geven het gemiddeld aantal instappende reizigers weer op een week-, zater- en zondag.
| Tabel: aantal instappende reizigers station Heverlee | Tabel: aantal instappende reizigers station Heverlee | Tabel: aantal instappende reizigers station Heverlee | Tabel: aantal instappende reizigers station Heverlee |
|                                                      | Weekdag                                              | Zaterdag                                             | Zondag                                               |
| ---------------------------------------------------- | ---------------------------------------------------- | ---------------------------------------------------- | ---------------------------------------------------- |
| 1977                                                 | 771                                                  | 70                                                   | 32                                                   |
| 1978                                                 | 1 020                                                | 115                                                  | 39                                                   |
| 1979                                                 | 694                                                  | 55                                                   | 30                                                   |
| 1980                                                 | 738                                                  | 32                                                   | 29                                                   |
| 1981                                                 | 711                                                  | 65                                                   | 14                                                   |
| 1982                                                 | 674                                                  | 56                                                   | 23                                                   |
| 1983                                                 | 595                                                  | 52                                                   | 37                                                   |
| 1984                                                 | 524                                                  | 51                                                   | 33                                                   |
| 1985                                                 | 364                                                  | 44                                                   | 33                                                   |
| 1986                                                 | 399                                                  | 73                                                   | 60                                                   |
| 1987                                                 | 438                                                  | 52                                                   | 54                                                   |
| 1988                                                 | 356                                                  | 92                                                   | 57                                                   |
| 1989                                                 | 443                                                  | 83                                                   | 58                                                   |
| 1990                                                 | 536                                                  | 81                                                   | 44                                                   |
| 1991                                                 | 505                                                  | 67                                                   | 56                                                   |
| 1992                                                 | 515                                                  | 79                                                   | 60                                                   |
| 1993                                                 | 460                                                  | 100                                                  | 71                                                   |
| 1994                                                 | 537                                                  | 129                                                  | 123                                                  |
| 1995                                                 | 500                                                  | 99                                                   | 94                                                   |
| 1996                                                 | 541                                                  | 137                                                  | 71                                                   |
| 1997                                                 | 537                                                  | 146                                                  | 100                                                  |
| 1998                                                 | 505                                                  | 142                                                  | 144                                                  |
| 1999                                                 | 509                                                  | 76                                                   | 104                                                  |
| 2000                                                 | 523                                                  | 70                                                   | 74                                                   |
| 2001                                                 | 495                                                  | 56                                                   | 47                                                   |
| 2002                                                 | 384                                                  | 56                                                   | 48                                                   |
| 2003                                                 | 408                                                  | 51                                                   | 41                                                   |
| 2004                                                 | 363                                                  | 38                                                   | 33                                                   |
| 2005                                                 | 388                                                  | 116                                                  | 62                                                   |
| 2006                                                 | 405                                                  | 62                                                   | 65                                                   |
| 2007                                                 | 425                                                  | 82                                                   | 62                                                   |
| 2008                                                 | -                                                    | -                                                    | -                                                    |
| 2009                                                 | 352                                                  | 85                                                   | 80                                                   |
| 2010                                                 | -                                                    | -                                                    | -                                                    |
| 2011                                                 | -                                                    | -                                                    | -                                                    |
| 2012                                                 | 462                                                  | 92                                                   | 131                                                  |
| 2013                                                 | 462                                                  | 81                                                   | 92                                                   |
| 2014                                                 | 542                                                  | 103                                                  | 70                                                   |
| 2015                                                 | 491                                                  | 97                                                   | 100                                                  |
| 2016                                                 | 589                                                  | 96                                                   | 58                                                   |
| 2017                                                 | 547                                                  | 107                                                  | 90                                                   |
| 2018                                                 | 524                                                  | 109                                                  | 53                                                   |
| 2019                                                 | 533                                                  | 37                                                   | 43                                                   |
| 2020                                                 | 426                                                  | 77                                                   | 60                                                   |
| 2021                                                 | -                                                    | -                                                    | -                                                    |
| 2022                                                 | 690                                                  | 206                                                  | 173                                                  |
| 2023                                                 | 775                                                  | 273                                                  | 246                                                  |
| 2024                                                 | 941                                                  | 373                                                  | 257                                                  |

Heverlee ·
Leuven ·
Leuven-Vorming ·
Putkapel ·
Wakkerzeelsesteenweg ·
Wijgmaal
0,0: Leuven ·
3,0: Heverlee ·
8,4: Oud-Heverlee ·
10,8: Zoetwater ·
12,0: Sint-Joris-Weert ·
14,5: Pécrot ·
16,9: Florival ·
18,0: Eerken ·
20,0: Gastuche ·
21,9: Basse-Wavre ·
24,0: Wavre ·
25,1: Bierges-Walibi ·
26,8: Limal ·
29,0: Ottignies